# Monalisa Norrman

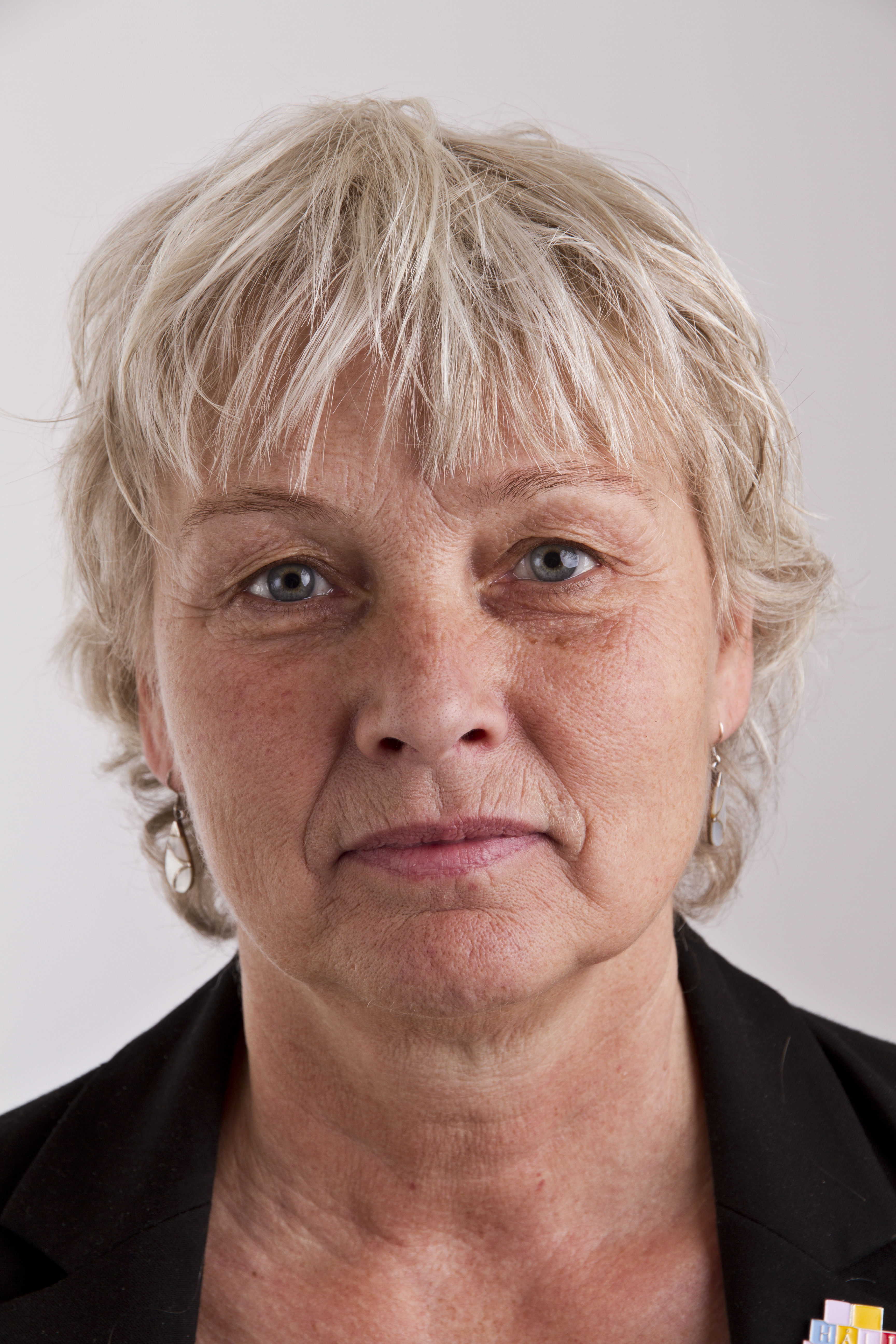
Monalisa Norrman (2010)

Mona-Lisa (Monalisa) Margareta Norrman, född  den 19 februari 1954 i Rödöns församling i Jämtlands län, är en tidigare svensk kommunpolitiker och landstingspolitiker (vänsterpartist) och socionom. Hon är medlem i Vänsterpartiet i Krokoms kommun.

## Biografi
Norrman bor i Nordannälden, cirka 1 mil norr om Krokom. Hon arbetar som utredare inom Socialförvaltningen i Krokoms kommun.

### Politisk historik
Norrman har tidigare varit heltidspolitiker sedan 1998 inom kommun- och landstingspolitik. Hon var Vänsterpartiets fjärdenamn på partiets lista till Europaparlamentsvalet 2004, efter en nomineringsstrid där en minoritet i valberedningen ville placera henne på andra plats (en valbar plats) i stället för Eva-Britt Svensson. Inför Europaparlamentsvalet 2009 stod hon på tionde plats på Vänsterpartiets lista.
2002–2006 var Norrman politisk sekreterare i landstinget för Vänsterpartiet. Hon har suttit i kommunfullmäktige i Krokoms kommun ett flertal mandatperioder. Norrman har även varit ledamot i Vänsterpartiets partistyrelse.

### Tidigare politiska uppdrag (i urval)
- Landstingsråd (3:e vice ordförande)
- Ledamot landstingsfullmäktige i Jämtlands län
- Ledamot i Vänsterpartiets partistyrelse
- Jämställdhetsrådet i Jämtlands län
- LAKO Landsting - Kommun
- Ersättare i Europaparlamentet